# ペノン・グループ
ペノン・グループ（英: Pennon Group plc）は、イングランド南西部・エクセターに本部を持ち、水道事業及び廃棄物処理事業を行う株式会社。ロンドン証券取引所上場企業（LSE: PNN）。

## 沿革
1989年、イングランドの水道事業の民営化に伴い、South West Water plcとして設立された。1993年に廃棄物処理会社のHaul Waste Limitedを、1995年に廃棄物処理会社のBlue Circle Waste Managementをそれぞれ買収、1998年に企業名を現行のペノングループへと変更、South West Waterはその傘下のブランド名となった。
2000年代以降も廃棄物処理会社の買収によって事業を拡大しており、2004年にThames Waste Managementを、2008年にShore Recyclingを買収した。水資源事業では2016年にBournemouth Water Ltdを買収し、South West Waterの傘下ブランドとした。
ペノン・グループはコーンウォール・デヴォンの各州、およびドーセット・サマセットの一部地域で水道事業を行い、売上の8割以上が水道事業のSouth West Waterから来ている。